# بقسطا
بقسطا (به عربی: بقسطة) یک منطقهٔ مسکونی در لبنان است که در شهرستان صیدا واقع شده‌است. بقسطا ۴۰ متر بالاتر از سطح دریا واقع شده‌است.